# Seznam japonských bitevních lodí

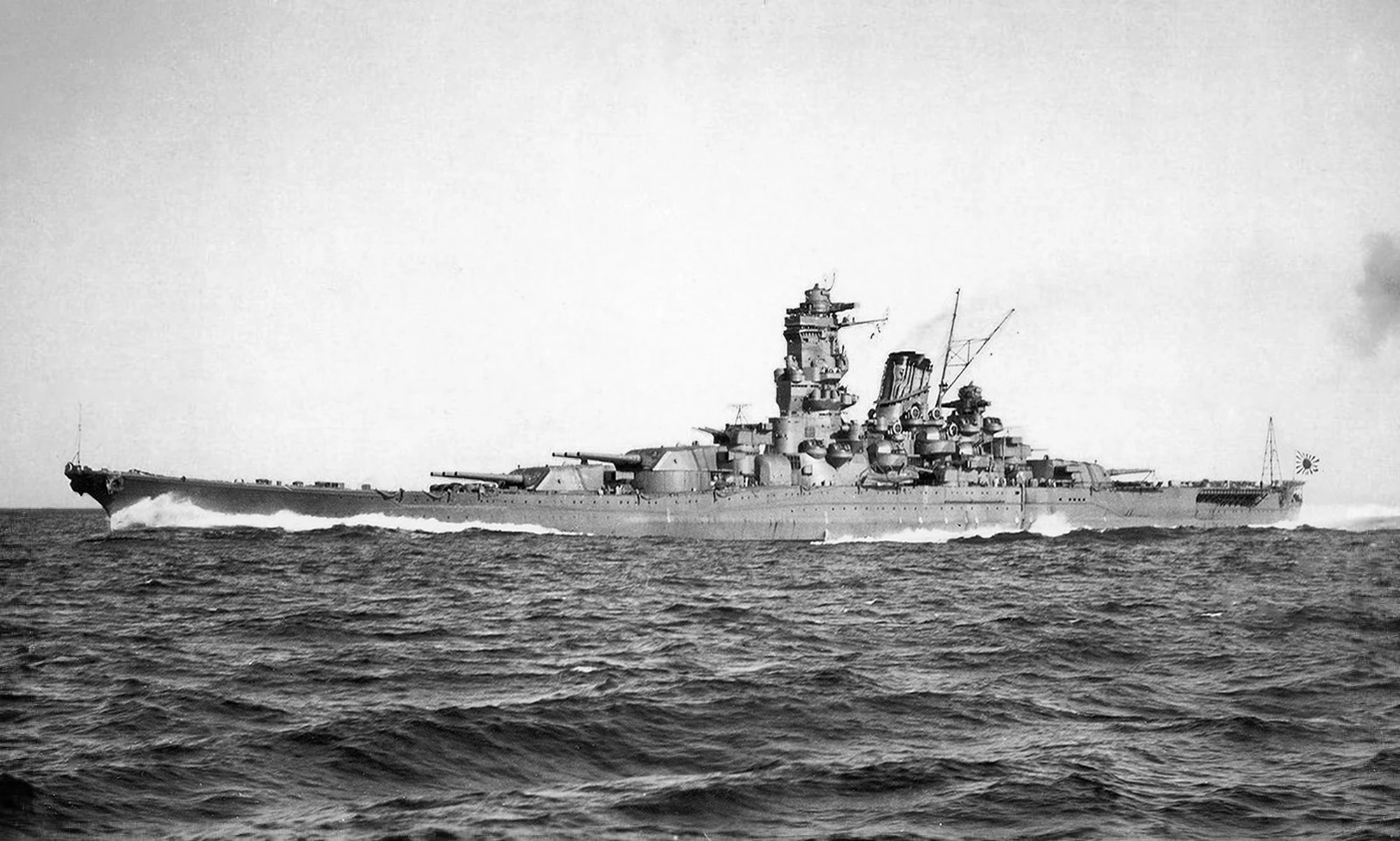
Jamato

Seznam japonských bitevních lodí zahrnuje bitevní lodě postavené pro japonské císařské námořnictvo. Za lodě stavěné v sérii je uvedena celá třída.

## Pre-dreadnoughty

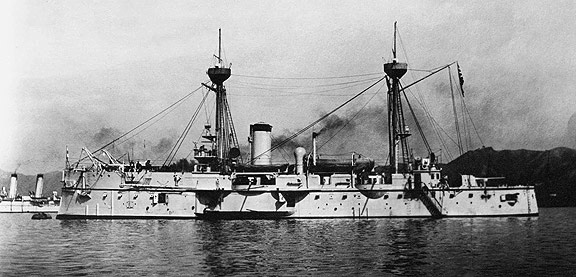
Fusó

- Fusó – původně pancéřová korveta; jako bitevní loď druhé třídy klasifikována v letech 1898 až 1905
- Čin'en (ex Čen-jüan) – válečná kořist z první čínsko–japonské války; jako bitevní loď druhé třídy klasifikována v letech 1898 až 1905

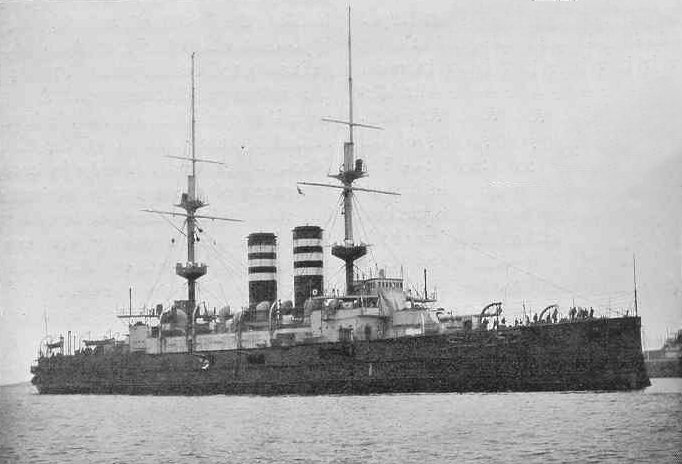
Mikasa

- Třída Fudži
  - Fudži
  - Jašima

- Třída Šikišima
  - Šikišima
  - Hacuse

- Asahi
- Mikasa

- Třída Katori
  - Katori
  - Kašima

- Třída Sacuma
  - Sacuma
  - Aki

### Kořist z rusko-japonské války

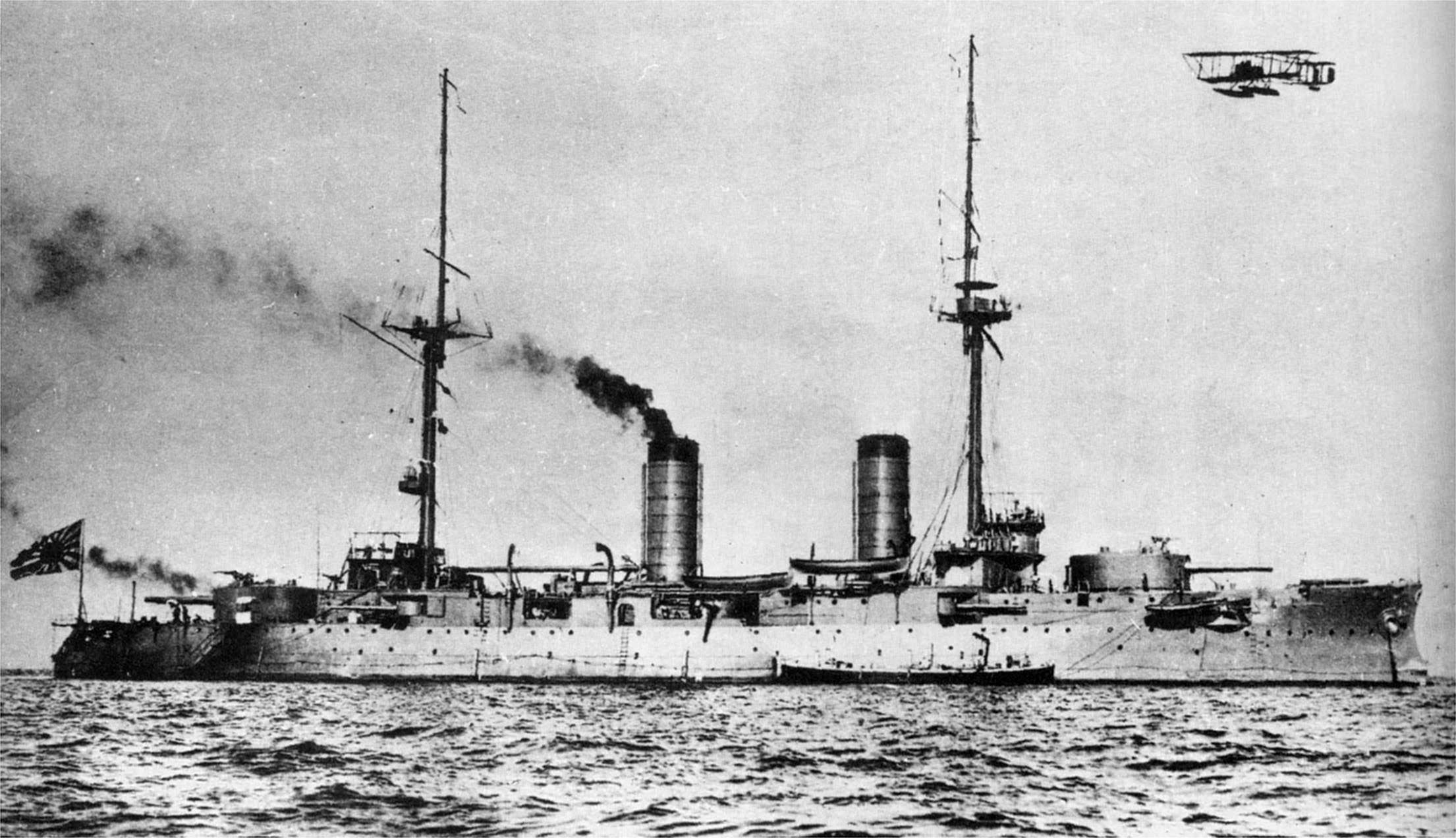
Iwami (ex Orjol)

- Iwami (ex Orel)
- Sagami (ex Peresvět)
- Suwo (ex Poběda)
- Hizen (ex Retvizan)
- Tango (ex Poltava)
- Iki (ex Imperator Nikolaj I)

## Polodreadnoughty

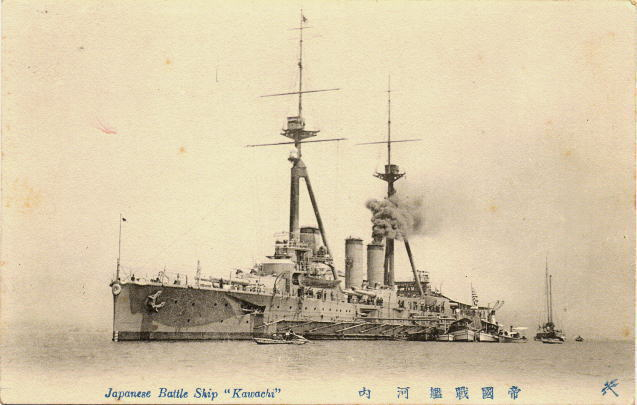
Kawači

- Třída Kawači – hlavní výzbroj tvořily 305mm kanóny o délce hlavně 50 a 45 ráží, takže se ještě nejednalo o plnohodnotné dreadnoughty
  - Kawači
  - Seccu

## Superdreadnoughty

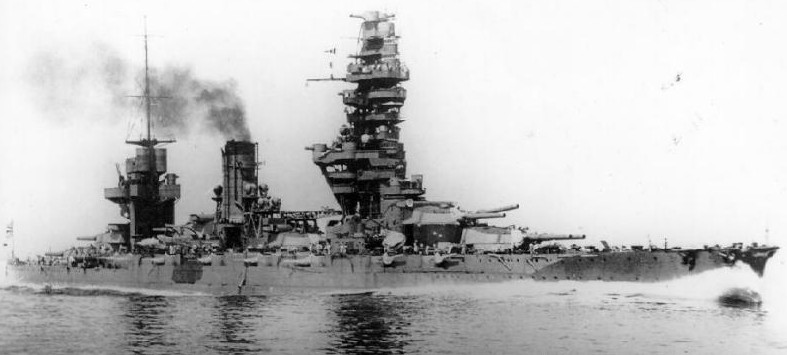
Fusó

- Třída Kongó – původně bitevní křižníky
  - Kongó
  - Hiei
  - Haruna
  - Kirišima

- Třída Fusó
  - Fusó
  - Jamaširo

- Třída Ise
  - Ise
  - Hjúga

- Třída Nagato
  - Nagato
  - Mucu

- Třída Tosa
  - Tosa – stavba zrušena

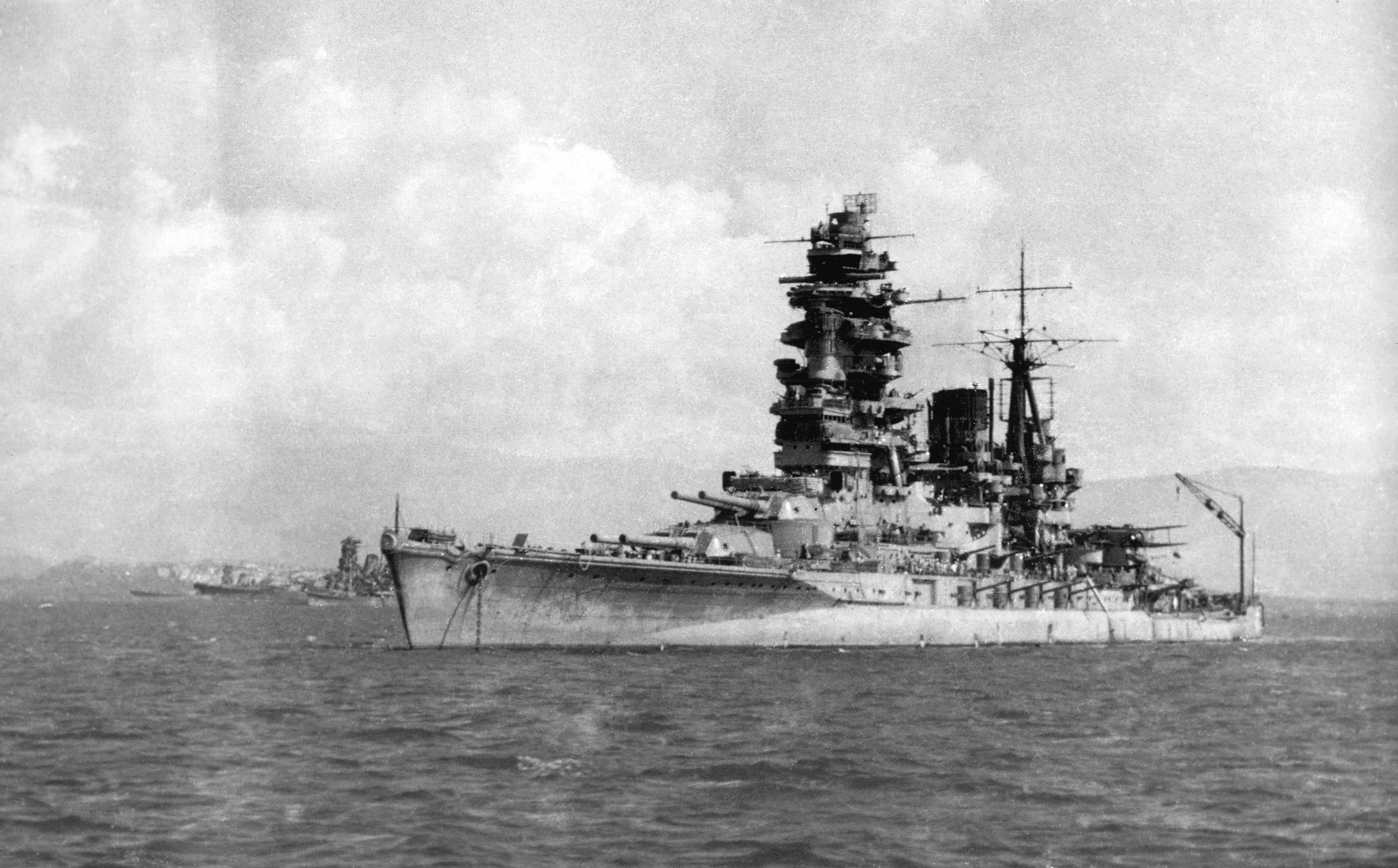
Nagato

  - Kaga – dokončena jako letadlová loď

- Třída Kii
  - Kii – stavba zrušena
  - Owari – stavba zrušena
  - č. 11 – stavba zrušena
  - č. 12 – stavba zrušena

## Moderní bitevní lodě
- Třída Jamato
  - Jamato
  - Musaši

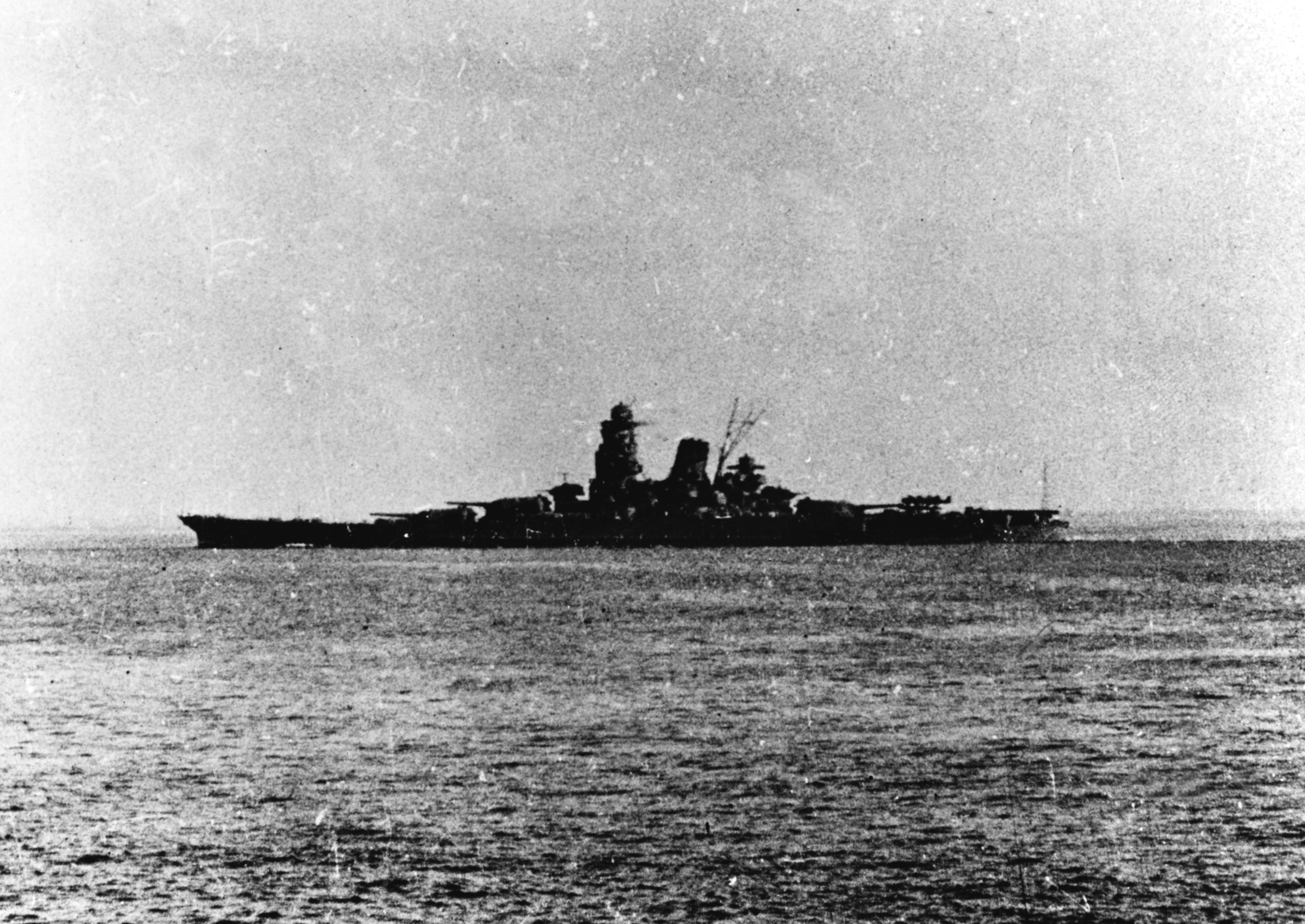
Musaši

  - Šinano – dokončena jako letadlová loď
  - č. 111 – stavba zrušena
  - č. 797 – stavba zrušena

- Třída č. 798 – nerealizované
  - č. 798
  - č. 799